# Montagnola Senese
Montagnola Senese este o arie protejată (arie specială de conservare — SAC, sit de importanță comunitară — SCI) din Italia întinsă pe o suprafață de 13.746 ha, integral pe uscat.

## Localizare
Centrul sitului Montagnola Senese este situat la coordonatele 43°18′35″N 11°11′46″E / 43.309722°N 11.196111°E.

## Înființare
Situl Montagnola Senese a fost declarat sit de importanță comunitară în iunie 1995 pentru a proteja 1 specie de plante și 37 de specii de animale. Situl a fost protejat și ca arie specială de conservare în mai 2016.

## Biodiversitate
Situată în ecoregiunea mediteraneană, aria protejată conține 13 habitate naturale: Păduri panonice-balcanice de stejar turcesc - stejar sesil, Galerii de Salix alba și de Populus alba, Păduri de Castanea sativa, Pajiști carstice calcaroase sau bazofile, de Alysso-Sedion albi, Pajiști uscate seminaturale și facies de acoperire cu tufișuri pe substraturi calcaroase (Festuco-Brometalia) (* situri importante pentru orhidee), Formațiuni de Juniperus communis pe lande sau pajiști calcaroase, Peșteri inaccesibile publicului, Păduri de Quercus ilex și Quercus rotundifolia, Păduri ilirice de stejar și carpen (Erythronio-Carpinion), Pajiști uscate europene, Lacuri eutrofice naturale cu vegetație de tip Magnopotamion sau Hydrocharition, Pseudostepă cu ierburi și specii anuale de Thero-Brachypodietea, Păduri de stejar alb estice.
La baza desemnării sitului se află mai multe specii protejate:
- plante (1): Himantoglossum adriaticum
- păsări (18): uliu păsărar (Accipiter nisus), pescăruș albastru (Alcedo atthis), șorecarul comun (Buteo buteo), caprimulg (Caprimulgus europaeus), șerpar (Circaetus gallicus), erete vânăt (Circus cyaneus), prepeliță (Coturnix coturnix), șoim călător (Falco peregrinus), șoimul rândunelelor (Falco subbuteo), vânturel roșu (Falco tinnunculus), capîntortură (Jynx torquilla), sfrâncioc roșiatic (Lanius collurio), ciocârlie de pădure (Lullula arborea), mierlă albastră (Monticola solitarius), ciuf-pitic (Otus scops), codroșul de pădure (Phoenicurus phoenicurus), silvie de tufiș (Sylvia undata), sturzul de vâsc (Turdus viscivorus)
- amfibieni (2): Salamandrina terdigitata, Triturus carnifex
- mamifere (8): lupul (Canis lupus), liliac cu aripi lungi (Miniopterus schreibersii), liliac cu picioare lungi (Myotis capaccinii), liliac cărămiziu (Myotis emarginatus), liliac comun (Myotis myotis), liliacul mediteranean cu potcoavă (Rhinolophus euryale), liliacul mare cu potcoavă (Rhinolophus ferrumequinum), liliacul mic cu potcoavă (Rhinolophus hipposideros)
- nevertebrate (3): Euplagia quadripunctaria, rădașcă (Lucanus cervus), Vertigo angustior
- pești (4): Padogobius nigricans, Rutilus rubilio, Squalius lucumonis, Telestes muticellus
- reptile (2): șarpele cu patru dungi (Elaphe quatuorlineata), țestoasă bănățeană (Testudo hermanni)

Pe lângă speciile protejate, pe teritoriul sitului au mai fost identificate 10 specii de plante, 4 specii de amfibieni, 3 specii de mamifere, 14 specii de nevertebrate, 5 specii de reptile.